# GLOW (televisieserie)
GLOW is een Amerikaanse komische dramaserie die ontwikkeld werd door Liz Flahive en Carly Mensch. De serie ging in 2017 in première op streamingdienst Netflix en werd na drie seizoenen geannuleerd. De hoofdrollen worden vertolkt door Alison Brie, Betty Gilpin, Sydelle Noel en Marc Maron.

## Verhaal
De serie speelt zich af in het Los Angeles van 1985. Ruth Wilder is een jonge actrice die geen werk vindt. De beste rollen gaan steeds naar mannen en casting directors nemen haar niet serieus. Doordat acteren haar grote passie is, weigert ze haar droom op te geven en besluit ze net als tientallen andere vrouwen deel te nemen aan een auditie voor "Gorgeous Ladies of Wrestling" (GLOW). De worstelaudities en trainingen worden geleid door Sam Sylvia, een aan lager wal geraakte regisseur van B-films. Ruth werkt al snel op de zenuwen van Sam, die bovendien een duidelijke voorkeur heeft voor Ruths beste vriendin, de soapactrice Debbie Eagan.

## Rolverdeling

### Vaste personages
- Alison Brie - Ruth "Zoya the Destroya" Wilder
- Betty Gilpin - Debbie "Liberty Belle" Eagan
- Sydelle Noel - Cherry "Junkchain" Bang
- Britney Young - Carmen "Machu Picchu" Wade
- Marc Maron - Sam Sylvia

### Regelmatig terugkerende personages
- Jackie Tohn - Melanie "Melrose" Rosen
- Kate Nash - Rhonda "Britannica" Richardson
- Britt Baron - Justine "Scab" Biagi
- Chris Lowell - Sebastian "Bash" Howard
- Bashir Salahuddin - Keith Bang
- Rich Sommer - Mark Eagan
- Kimmy Gatewood - Stacey "Ethel Rosenblatt" Beswick
- Rebekka Johnson - Dawn "Edna Rosenblatt" Rivecca
- Sunita Mani - Arthie "Beirut the Mad Bomber" Premkumar
- Kia Stevens - Tammé "The Welfare Queen" Dawson
- Gayle Rankin - Sheila "the She Wolf"
- Ellen Wong - Jenny "Fortune Cookie" Chey
- Marianna Palka - Reggie "Vicky the Viking" Walsh
- Alex Rich - Florian
- Amy Farrington - Mallory